# جيوفري هاريس
جيوفري هاريس هو منافس ألعاب قوى كندي، ولد في 30 يناير 1987 في هاليفاكس في كندا.

## وصلات خارجية
- جيوفري هاريس على موقع الاتحاد الدولي لألعاب القوى (الإنجليزية)
- جيوفري هاريس على موقع أوليمبيديا (الإنجليزية)